# (300216) 2006 WK180
(300216) 2006 WK180 es un asteroide perteneciente al cinturón de asteroides, región del sistema solar que se encuentra entre las órbitas de Marte y Júpiter, descubierto el 24 de noviembre de 2006 por el equipo del Mount Lemmon Survey desde el Observatorio del Monte Lemmon, Arizona, Estados Unidos.

## Designación y nombre
Designado provisionalmente como 2006 WK180. 

## Características orbitales
2006 WK180 está situado a una distancia media del Sol de 3,088 ua, pudiendo alejarse hasta 3,385 ua y acercarse hasta 2,792 ua. Su excentricidad es 0,095 y la inclinación orbital 3,567 grados. Emplea 1982,93 días en completar una órbita alrededor del Sol.

## Características físicas
La magnitud absoluta de 2006 WK180 es 16,2. 